# Starnberg (Schiff, 2004)
Die Starnberg ist ein als Katamaran konzipiertes Tagesausflugsschiff im Linienverkehr auf dem Starnberger See. Das Schiff wird von der Bayerischen Seenschifffahrt betrieben. Es verfügt über 800 Plätze auf drei Decks und einen großen Salon mit umlaufender Galerie. Die Baukosten beliefen sich auf circa 5 Mio. Euro.

## Geschichte
Das Schiff wurde unter der Baunummer 169 auf der Lux-Werft in Niederkassel-Mondorf am Rhein gebaut. Es nahm ab dem 4. Mai 2004 Probefahrten auf und wurde am 19. Mai desselben Jahres von Sybille Faltlhauser, der Frau des damaligen Finanzministers Kurt Faltlhauser, getauft. Erst beim dritten Versuch zerbrach die Sektflasche am Schiff.
Die Starnberg war nach mehr als 43 Jahren das erste neu gebaute Schiff, das auf dem Starnberger See in Dienst gestellt wurde. Einen unmittelbaren Vorgänger desselben Namens hatte es nicht gegeben: Der 1886 gebaute Salondampfer Wittelsbach, dessen Name zur Zeit der Räterepublik in Starnberg geändert worden war, war bald nach dem Zweiten Weltkrieg aus dem Verkehr gezogen und verschrottet worden. 
Die neue Starnberg ist mit einigen Reminiszenzen an die Geschichte der Schifffahrt auf dem Starnberger See ausgestattet. Im Barbereich ist auf Hinterglasbildern das Prunkschiff Bucentaur aus dem 17. Jahrhundert zu sehen. Außerdem trägt die Starnberg wie einst die Bucentaur eine Neptunsfigur am Bug. Der Neptun der Starnberg ist aus Bronze gegossen, wiegt 200 kg und ist 2,20 m hoch. Er führt einen Dreizack in der Hand und wird von einem Delphin begleitet. Das Kunstwerk stammt von Friedrich Schelle. 
Der Katamaran hat nur einen geringen Tiefgang. Eine zentrale Treppe verbindet Hauptdeck und Galerie miteinander. Das Schiff verfügt unter anderem über ein Café im Sonnendeck und ist mit Treppenliften ausgestattet. Bis zu 30 Fahrräder können mit an Bord genommen werden. 
Die Starnberg wurde  als Drehort für die Folge Brautjungfer über Bord der Fernsehserie Hubert ohne Staller genutzt.

## Unfälle
Am 23. Mai 2004, nur vier Tage nach der (missglückten) Taufe, prallte die Starnberg um 10:46 Uhr bei einem Wendemanöver gegen die Uferpromenade in Berg. Bei dem Unfall wurden 22 der 141 Passagiere leicht verletzt und der Katamaran selbst schwer beschädigt. Der Schaden wurde auf 80.000 Euro geschätzt. Das Schiff konnte trotz der Beschädigungen selbstständig den Heimathafen Starnberg anlaufen.
Im Mai 2015 fuhr das Schiff gegen die Holzpoller beim Ambacher Steg. Grund war ein technischer Defekt im elektronischen Steuerungssystem.